# شاهدخت سیشی
شاهدخت سیشی (به ژاپنی: 正子内親王, Seishi Naishinnō)؛ ۸۱۰ – ۱۸ آوریل ۸۷۹) همسر امپراتور جونا اهل ژاپن بود.